# Красятичі
Крася́тичі — селище в Вишгородському районі Київської області України. Адміністративний центр Поліської селищної громади.

## Географія
У селищі річка Вовчасова впадає у Вересню, праву притоку Ужа.

## Історія
Засноване 1560 року як Червоне місто, з 1900 відоме як село Красятичі (у XIX ст. — Кресятичі). Селище міського типу — з 10 квітня 2006 року.
Назва походить від давньоруського слова «кресити» — воскрешати.
1783 року мешкало 328 жителів, 1864 року — 655 осіб.
XX століття
За даними 1900 року, Красятичі були центром Красятицької волості Радомисльського повіту Київської губернії. Населення становило 872 мешканці (414 чоловіків та 458 жінок), налічувалося 146 дворів. Тут діяли волосне правління, земська поштова станція, була 1 церква та 1 каплиця. Працював фельдшер. Діяла однокласна народна міністерська школа. Працював винокурний завод, що належав генерал-майору Миколі Ридзевському. Працював вітряк, діяли 3 лавки з продажу різних товарів, 1 винна лавка та постоялий двір. Село належало Миколі Миколайовичу Ридзевському та Георгію Захаровичу, Марії та Пелагії Захарівнам Кононученко-Чопівським.
1919 року виділенням з Радомисльського утворено Чорнобильський повіт і Красятичі разом із Красятицькою волостю увійшли до його складу.
Незалежна Україна
З 10 липня 1996 до 17 липня 2020 року адміністративний центр Поліського району.  З 2020 року селище входить в Вишгородський район. Та стало центром Поліської селищної громади.
Російсько- українська війна
25 лютого 2022 року, Збройні сили РФ окупували селище. На початку квітня 2022 року, Красятичі було звільнено від окупантів та повністю контролюється ЗСУ.

## Населення
Згідно з переписом УРСР 1989 року чисельність наявного населення села становила 816 осіб, з яких 369 чоловіків та 447 жінок.
За переписом населення України 2001 року в селі мешкали 804 особи.

### Мова
Розподіл населення за рідною мовою за даними перепису 2001 року:
| Мова       | Відсоток |
| ---------- | -------- |
| українська | 97,59 %  |
| російська  | 2,14 %   |
| білоруська | 0,13 %   |
| молдовська | 0,13 %   |

## Історія церкви
Одна з перших церков, про яку існували документальні відомості, була збудована близько 1690 року. Наступна Хрестовоздвиженська церква була збудована 1784 року. Належала до 6-го класу. До парафії належали села Городищина, Димарка, Левковичі, Сушиця, Термахівка
1913 року Хрестовоздвиженська церква 1784 року побудови, мала 1827 чоловіків та 1783 жінки парафіян, до парафії належали села Димарка, Мала Термахівка, Левковичі, Рудня-Левківська, Сушиця. Цю церкву було зруйновано у радянський час.
24 грудня 2009 року в селищі відбулося освячення місця під храм Київської єпархії. Церква буде присвячена Воздвиженню Хреста Господнього. Будівництвом опікуватиметься отець Іоанн — настоятель парафії села Термахівки, найближчої від Красятичів. Храм на околиці селища стане центральною спорудою Музейно-меморіального комплексу Київського Полісся, його планують відкрити за кілька років. Музейно-меморіальний комплекс буде присвячений історії населених пунктів району, що були відселені внаслідок аварії на ЧАЕС.

## Цікаві факти
Красятичі — найменший за населенням центр найменшої за населенням громади в країні.

## Джерело
- Облікова картка на сайті ВРУ